# Maxim Van Gils
Maxim Van Gils (Brasschaat, 25 novembre 1999) è un ciclista su strada belga che corre per il team Red Bull-Bora-Hansgrohe: è professionista dal 2021. Nel 2024 ha conquistato la sua prima gara World Tour, la Eschborn-Frankfurt.

## Palmarès

### Strada
- 2017 (Juniores)

Classique des Alpes Juniors
- 2019 (Lotto Soudal U23)

2ª tappa Vuelta a Navarra (Pamplona > Sangüesa)
- 2022 (Lotto Soudal, due vittorie)

4ª tappa Saudi Tour (Winter Park > Skyviews of Harrat Uwayrid)
Classifica generale Saudi Tour
- 2024 (Lotto Dstny, tre vittorie)

3ª tappa Vuelta a Andalucía (Alcaudete > Alcaudete, cronometro)
Eschborn-Francoforte
Grosser Preis des Kantons Aargau
- 2025 (Red Bull-Bora-Hansgrohe, due vittorie)

1ª tappa Vuelta a Andalucía (Torrox > Cueva de Nerja)
3ª tappa Giro di Norvegia (Jørpeland > Heja)

#### Altri successi
- 2020 (Lotto Soudal U23)

Classifica giovani Tour de Savoie Mont-Blanc
- 2022 (Lotto Soudal)

Classifica giovani Saudi Tour
- 2025 (Red Bull-Bora-Hansgrohe)

Classifica a punti Vuelta a Andalucía

## Piazzamenti

### Grandi Giri
- Tour de France

2023: 59º
2024: non partito (16ª tappa)
- Vuelta a España

2021: 88º
2022: non partito (16ª tappa)

### Classiche monumento
- Milano-Sanremo

2022: 34º
2023: 38º
2024: 7º
2025: 19º
- Liegi-Bastogne-Liegi

2023: 11º
2024: 4º
2025: ritirato
- Giro di Lombardia

2021: ritirato
2022: ritirato
2023: 14º

### Competizioni mondiali
- Campionati del mondo

Bergen 2017 - In linea Junior: 72º
Zurigo 2024 - In linea Elite: 51º